# Association nationale de parents d’enfants sourds

Logo de l'ANPES

L'Association nationale de parents d’enfants sourds, souvent abrégée en ANPES, est une association française pour rassurer l'éducation en langue des signes française pour les enfants sourds et l'échange entre les parents des enfants sourds. Elle a été créée le 12 juin 1995 à Bordeaux par un groupe de personnes dont Patrice Dalle et Catherine Texier. Elle s’inscrit dans la lutte pour l'éducation bilingue des enfants sourds comme l'association Deux langues pour une éducation.

## Histoire

### Président
- 1995 - 20 août 2014 : Patrice Dalle
- 12 octobre 2014 - (date à déterminer : 2021-2022 ?) : Catherine Vella
- (2021-2022 ?) - en cours : Laurène Loctin

## Objectifs
L'association a le rôle:
- La recherche et la promotion des modes d’épanouissement des enfants sourds dans tous les domaines : sociaux, culturels et éducatifs, de la naissance jusqu'à la fin de leurs études
- L’information du public sur la surdité : implications, enjeux, ouvertures.
- L’information et la formation des partenaires institutionnels.
- L’accès pour les enfants sourds à tous les niveaux d’enseignements, de loisirs et de culture et l’implication des professionnels sourds dans ces domaines.
- L’information, l’aide et le soutien aux familles, le développement des liens de solidarité, et la défense des intérêts matériels et moraux des familles.
- La présence de la langue des signes dans tous les domaines scolaires et extrascolaires.
- Le développement des échanges entre parents sourds et parents entendants.

Et l’association regroupe des parents d’enfants sourds :
- Qui ont pour leur enfant un projet de vie construit sur la prise en compte de son identité sourde.
- Qui reconnaissent l’existence d’une communauté et d’une culture sourde et qui veulent que leur enfant puisse y accéder.
- Qui reconnaissent que la langue des signes est la langue des sourds et que l’enfant doit pouvoir se l’approprier pleinement dès son plus jeune âge.
- Qui veulent que leur enfant devienne bilingue (langue des signes / langue française) pour être un citoyen ayant toute sa place dans la société.

## Répartition en France
L’association nationale de parents d’enfants sourds a des associations de parents d'enfants sourds (APES) local:
- Apes 29 : Brest[2]
- Apes 35 : Rennes
- Apes 38 : Grenoble[3]
- Apes 44 : Nantes[4]
- Apes 56 : Auray[5],[6]
- Apes 64 : Bayonne[réf. souhaitée]
- Apes 75 : Paris
- Apes 77, LES REBECCAS : Marne la Vallée[7]
- Apes 91 : Massy
- Apes-Aquitaine : Bordeaux[8]
- Apes-Languedoc Roussillon : Nîmes[9]
- Apes-Lyon : Lyon[10]
- Apes-Marseille : Marseille[11]
- Apes-Midi-Pyrénées : Ramonville-Saint-Agne[12]
- Apes-Nord-Pas de Calais : Faches Thumesnil[13]
- IRIS 49 (Institut de Recherches sur les Implications de la langue des Signes) : Angers[14]

## Écoles bilingues
Quelques associations de parents des enfants sourds (APES) ont battu pour ouvrir des classes bilingues pour les enfants sourds:
- APES 86 2LPE-Co : à Poitiers
- Apes-Midi-Pyrénées : à Ramonville-Saint-Agne[15]
- Apes 44 : à Saint-Philbert-de-Grand-Lieu[16] fermé
- IRIS 49 : à Angers, école fermé et un collège bientôt fermé à cause de peu d'élèves sourds[17]
- Apes-Nord-Pas de Calais : à Faches-Thumesnil[18]
- Apes 64 : à Bayonne[19]
- Apes-Lyon : à Lyon[10]
- Apes 77, LES REBECCAS : à Champs sur Marne[20]
- Apes 91 : à Massy[21]